# Chiesa ed ex monastero di Sant'Ambrogio della Vittoria

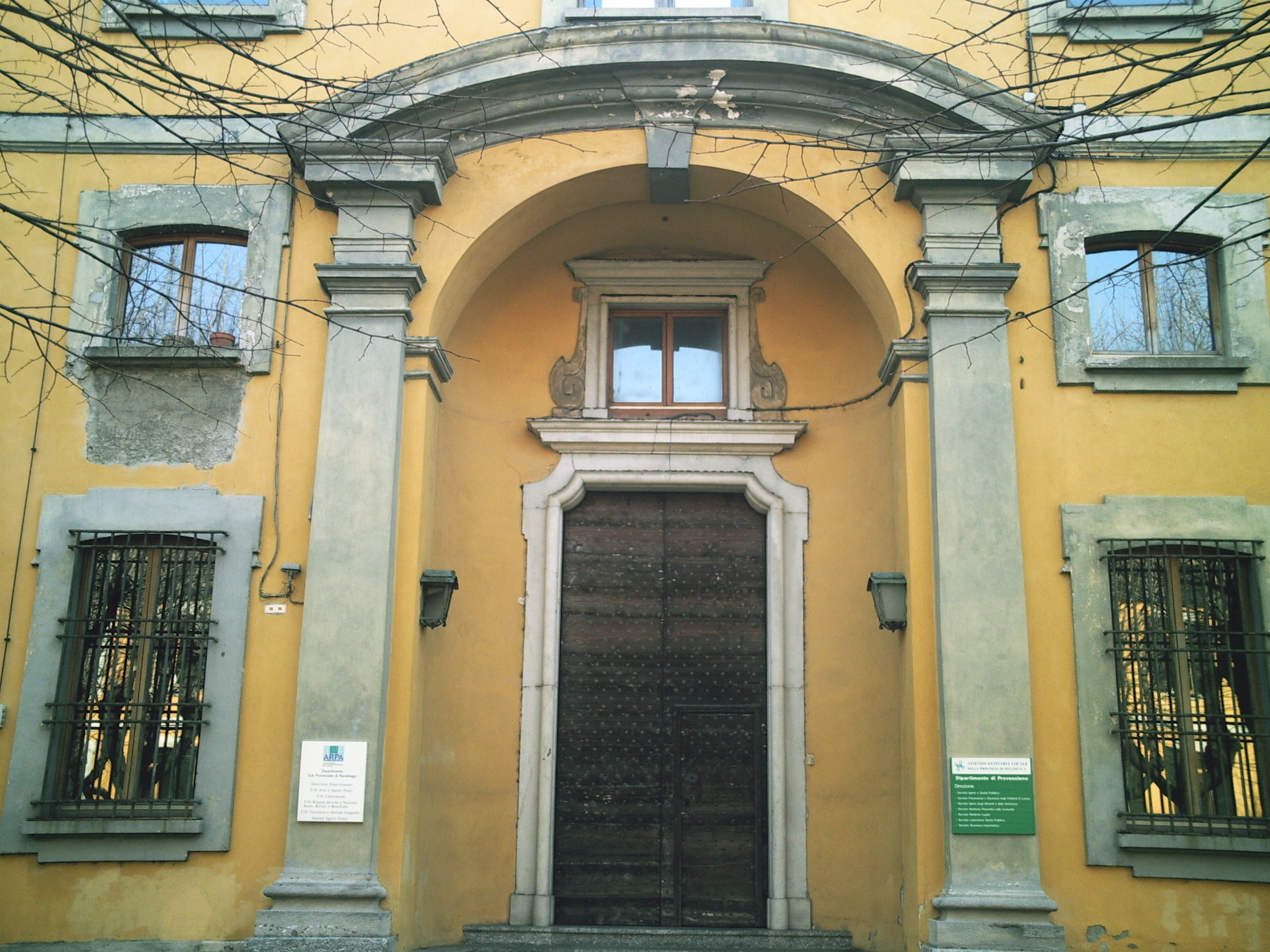
Portone interno dell'ex monastero

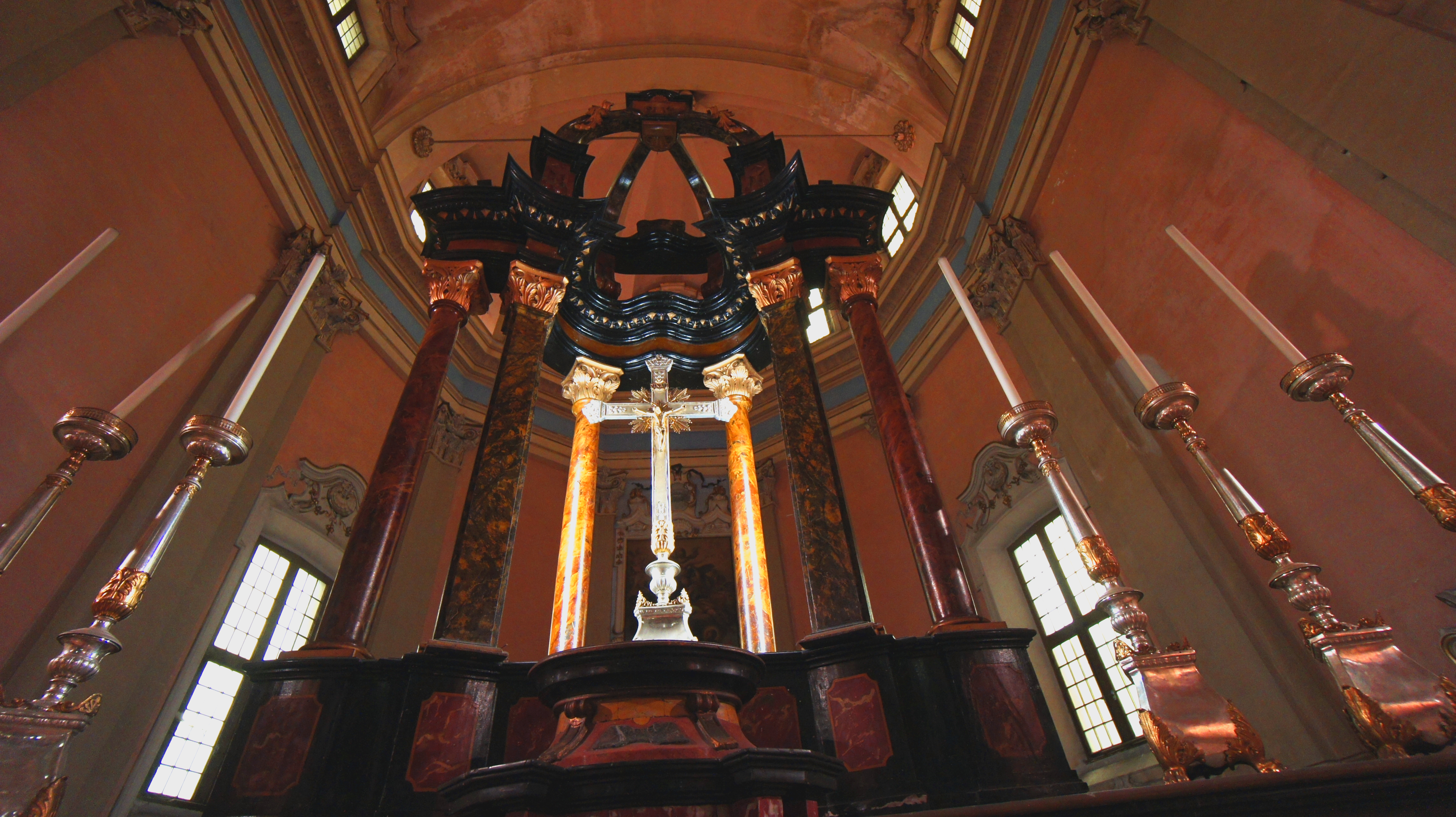
Chiesa di Sant'Ambrogio, interno

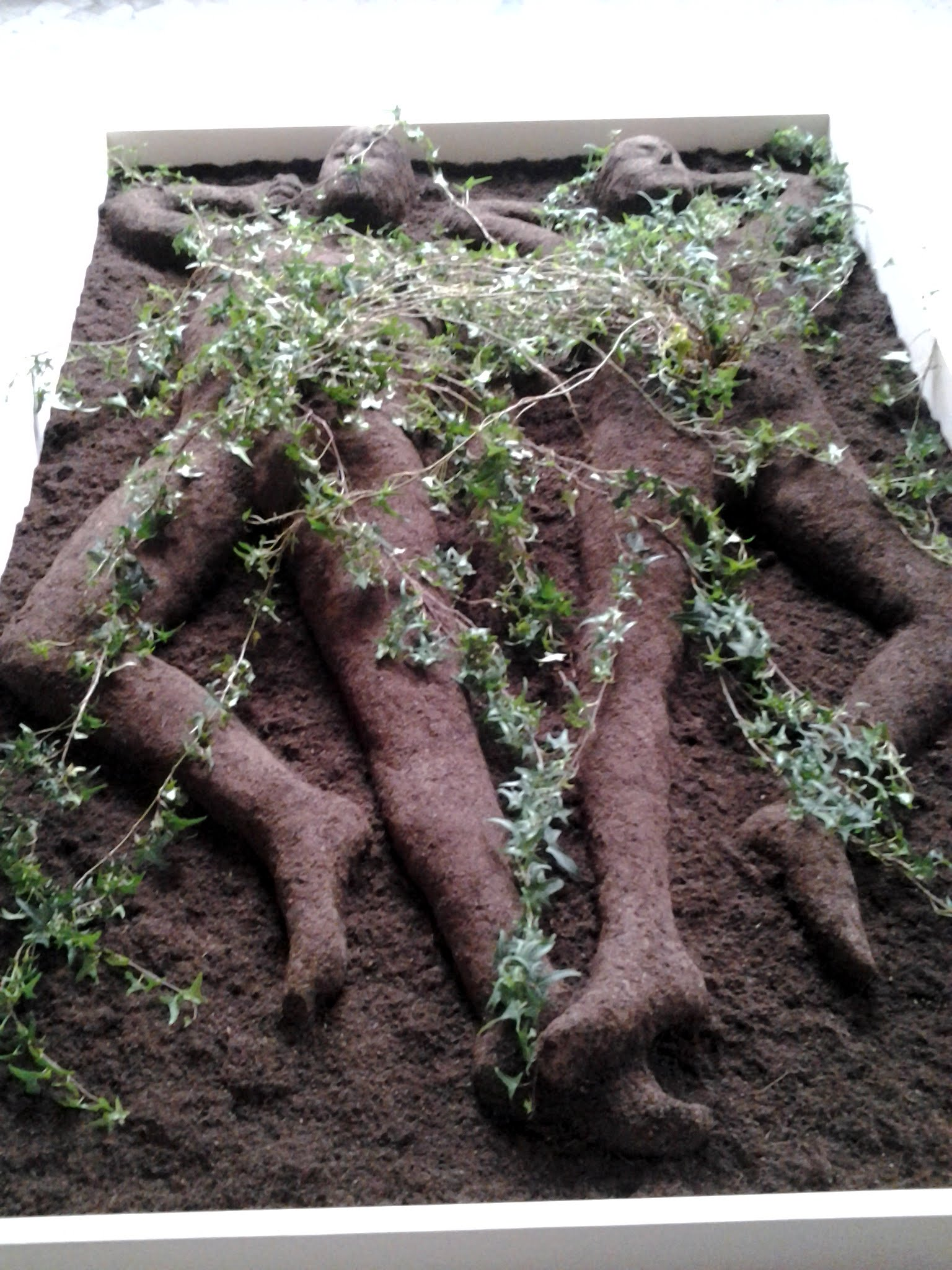
Arte contemporanea alla chiesa di Sant'Ambrogio

La chiesa di Sant'Ambrogio della Vittoria è una chiesa di Parabiago del XIV secolo.
Durante la battaglia di Parabiago del 1339 Luchino Visconti era stato fatto prigioniero e legato ad un noce, ma gli sarebbe apparso Sant'Ambrogio che l'avrebbe miracolosamente liberato. In ringraziamento della grazia ricevuta fu decisa l'erezione di una chiesa intitolata al santo sul luogo della battaglia, la cui prima pietra fu posta dall'arcivescovo Giovanni Visconti. Terminata nel 1348, il tempio venne affidato a cappellani nominati dall'amministrazione cittadina di Milano ed ogni anno, nell'anniversario della battaglia (21 febbraio), vi si svolgeva una processione religiosa a cui partecipavano i nobili della città.
Nel 1481 su petizione dei nobili di Parabiago, la chiesa venne affidata ai Frati della congregazione di San Barnaba e Sant'Ambrogio ad nemus. Nel 1586 i parabiaghesi si lamentarono nuovamente della gestione della chiesa da parte dei frati e nel 1647 il Consiglio dei LX decurioni la affidò ai Padri cistercensi di Lombardia, che ne poterono prendere possesso solo nel 1668. La comunità monastica aveva possedimenti terrieri oltre il confine con Nerviano, fino al fiume Olona.
Nel 1606 era stato affidato all'architetto Alessandro Bisnati il progetto della ristrutturazione della chiesa, che tuttavia, prevedendo la demolizione dell'edificio esistente, fu giudicato troppo oneroso. I lavori di demolizione e ricostruzione iniziarono nel 1624, e nel 1647, quando l'edificio passò ai cistercensi, non erano ancora conclusi. Tra il 1708 e il 1713 si svolsero i lavori di costruzione della nuova chiesa e dell'annesso monastero, sotto la direzione dell'architetto Giovan Battista Quadrio. In seguito ad una visita di Elisabetta Cristina di Brunswick, promessa sposa del futuro imperatore Carlo VI d'Asburgo nel primo anno dei lavori, l'abate ottenne che una diramazione del Riale (Röngia), detta Röngieta, venisse realizzata per irrigare le proprietà cistercensi, partendo dalla piazza e costeggiando a destra la via che prendeva il nome dalla chiesa.
Il campanile fu innalzato nel 1723-1725 su progetto dell'architetto Pietrasanta. Sempre nel XVIII secolo la chiesa si arricchì di dipinti e di un organo, del 1716.
Nel 1796, a causa della Rivoluzione francese i Cistercensi furono costretti a vendere le loro proprietà e nel 1798 l'ordine venne inoltre soppresso.
Nel 1799 l'intero complesso venne adibito ad uso scolastico per i bambini poveri, ma sotto il regime rivoluzionario francese, precisamente nell'anno V Repubblicano (1806), venne acquistato da uno svizzero di nome Emanuele Odoni
, sequestratogli subito dall'Amministrazione del Fondo di Religione. Nell'anno VI Repubblicano (1807) il monastero ed altri beni religiosi furono comprati dal "Cittadino" Manara, personaggio però non ben identificato, e subito dopo da un tal Giovan Battista Litta Modignani; infine lo prese un prete di nome Don Carlo Rota, che volendo far concorrenza al Collegio Cavalleri per Nobili, situato nella piazza antistante la chiesa Prepositurale di Parabiago, ne fece sede di un istituto scolastico simile, durò poco perché Don Agostino Peregalli, Parroco di Parabiago e rettore del Cavalleri, lo assorbì, spostando il collegio dalla sua sede storica in piazza, all'ex-Monastero, fino al 1857, anno in cui la rinomata scuola nobiliare chiuse per sempre.
Nel 1864 la signora Rachele Peregalli, pronipote del suddetto parroco, vendette tutto il complesso a Don Giovanni Spagliardi, che vi fondò il Pio Istituto per fanciulli derelitti, un riformatorio i cui "ospiti" in paese venivano soprannominati "barabitt", ovvero piccoli Barabba. Nel 1869 si fuse con l'Istituto Marchiondi di Milano, prendendo la denominazione di Opera Pia Marchiondi Spagliardi per l'assistenza minorile. Ma nel 1924 la sede parabiaghese chiuse i battenti, trasferendosi definitivamente nella sede milanese.
L'intero complesso fu dichiarato Monumento Nazionale nel 1913.
Nel novembre del 1932 l'Amministrazione Ospedaliera Provinciale, acquistò l'ex-monastero per farne una sezione distaccata del "manicomio" di Mombello, nominandolo Ospedale psichiatrico per cronache incurabili Cerletti e dandolo in amministrazione alle Suore di Maria Bambina. Smantellato il vecchio manicomio, oggigiorno è sede dell'ASL.
Nell'anno 2006 è iniziata una campagna, portata avanti dal Lions Club Parabiago e dall'Associazione Culturale locale El Bigatt, per promuovere la conoscenza, il recupero ed il riutilizzo, religioso e non, del monumento in questione. Tale campagna, con incontri e un convegno svoltosi nell'anno 2007, cui hanno partecipato anche eminenti studiosi e critici d'arte, fra cui l'assessore alla cultura del comune di Milano di allora Vittorio Sgarbi e il Professore Emerito Maria Luisa Gatti Perer, ha raggiunto un primo traguardo con il restauro della torre campanaria, i cui lavori sono stati ultimati all'inizio dell'anno 2009.
Il Lions Club Parabiago e l'Associazione Culturale El Bigatt , con l'intento di proseguire nell'opera e quindi realizzare anche il restauro della chiesa, hanno promosso il 23 aprile 2009 un convegno, che oltre ad illustrare i lavori già svolti sulla torre, ha visto anche la presentazione della ristampa anastatica, curata dal Lions Club Parabiago, di un importante testo storico dell'autrice Maria Luisa Gatti Perer riguardante proprio questo monumento.

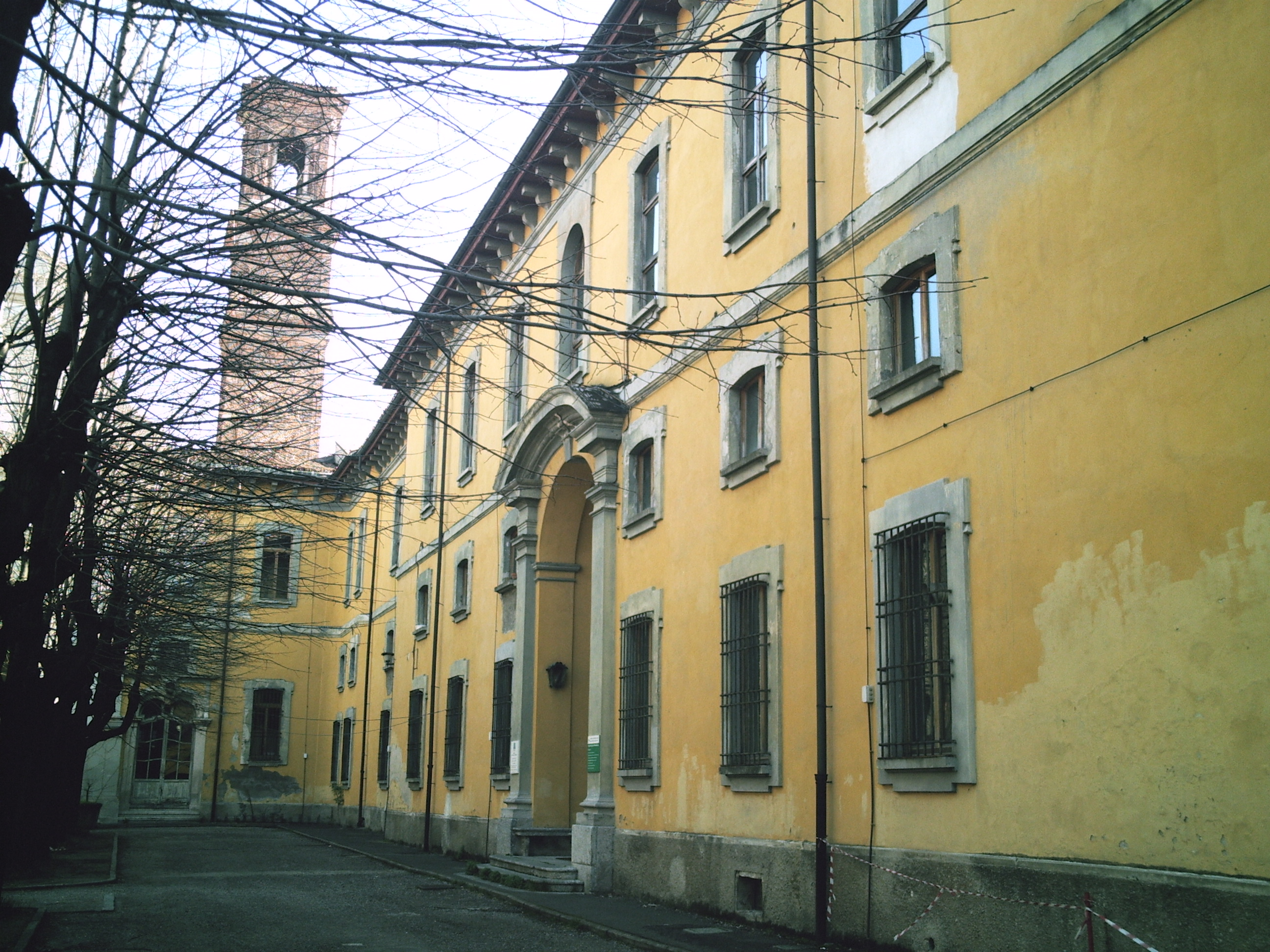
Vista laterale interna
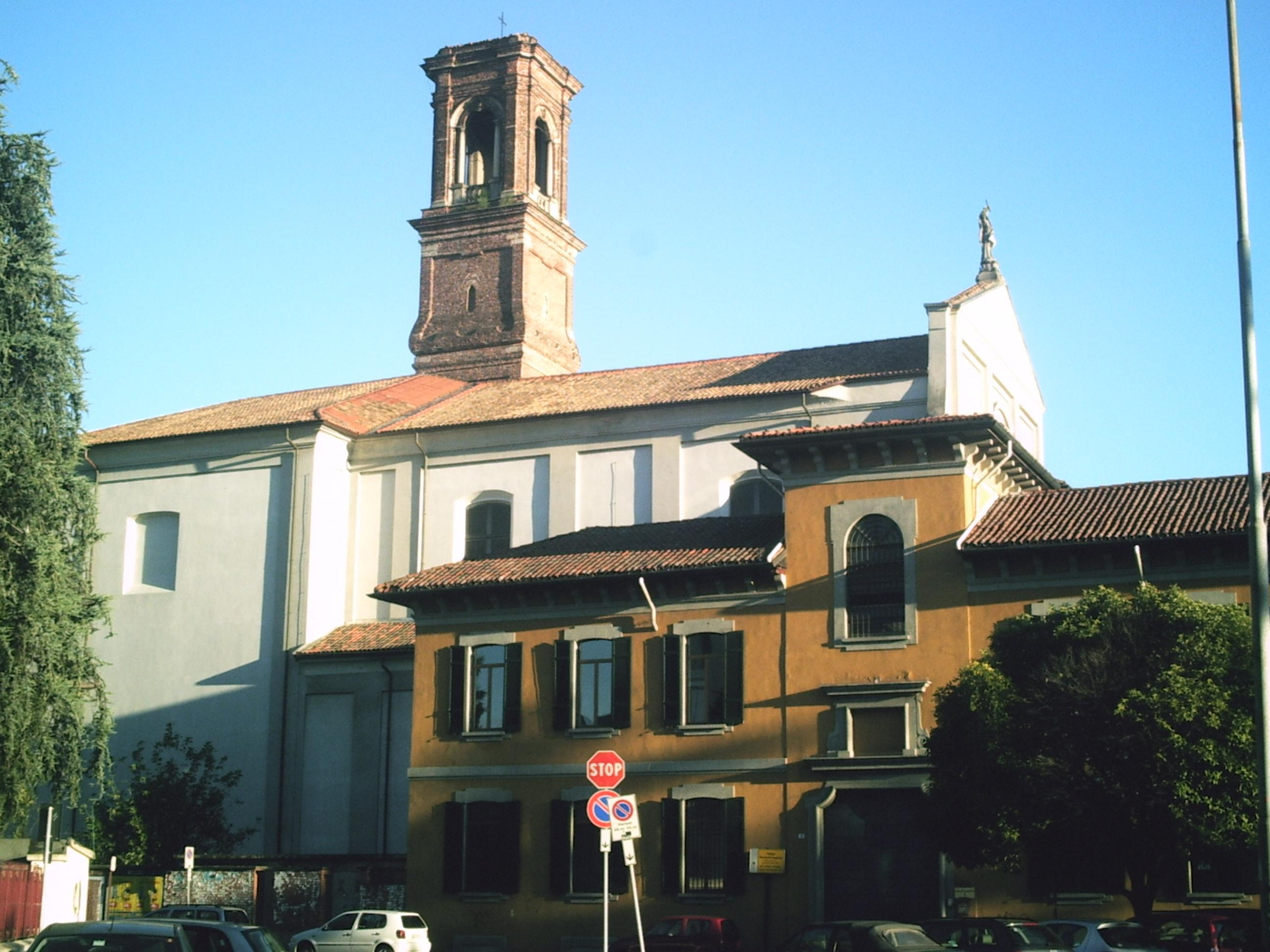
Vista laterale esterna
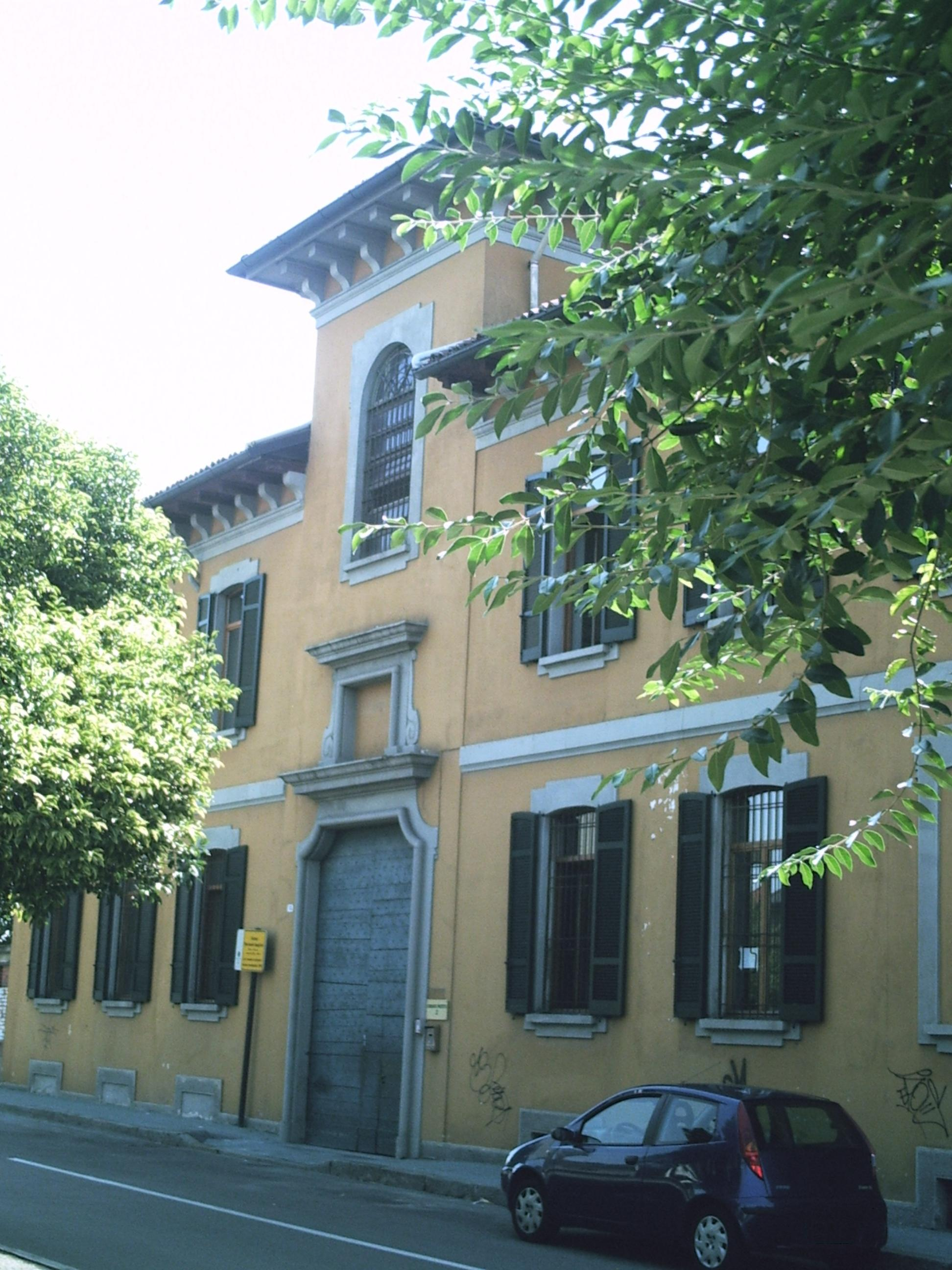
Ingresso laterale del monastero